# فيل دوغرتي
فيل دوغرتي (بالإنجليزية: Phil Dougherty)‏ هو لاعب كرة قدم أمريكية أمريكي، ولد في 20 سبتمبر 1912 في سان فرانسيسكو في الولايات المتحدة، وتوفي في 28 سبتمبر 2000.